# 24947 Гаусдорф
24947 Гаусдорф (24947 Hausdorff) — астероїд головного поясу, відкритий 7 липня 1997 року.
Тіссеранів параметр щодо Юпітера — 3,297.